# Dereck Kutesa
Dereck Kutesa (Genève, 6 december 1996) is een Zwitser–Angolees voetballer, die doorgaans speelt als linkermiddenvelder. Kutesa werd eind augustus 2019 door Stade de Reims overgenomen van FC St. Gallen.

## Clubcarrière
Kutasa is een jeugdspeler van Servette en debuteerde daar in het eerste elftal op 16 februari 2015 in de thuiswedstrijd tegen FC Lugano. Een minuut voor tijd kwam hij Johan Vonlanthen vervangen. De wedstrijd eindigde op een 2–0 overwinning. In het seizoen 2016/17 werd hij overgenomen door FC Basel alwaar hij op het hoogste niveau debuteerde. Op 5 maart 2017, in de uitwedstrijd tegen FC Vaduz, kwam hij zeven minuten voor tijd Davide Callà vervangen. Het daaropvolgende seizoen, tijdens een uitleenbeurt bij FC St. Gallen, scoorde Kutasa zijn eerste doelpunt op het hoogste niveau in de wedstrijd tegen BSC Young Boys. In augustus 2019 werd hij getransfereerd naar Stade de Reims.

## Clubstatistieken
| Seizoen | Club               | Competitie       | Competitie | Competitie | Beker | Beker | Internationaal | Internationaal | Totaal | Totaal |
| Seizoen | Club               | Competitie       | Wed.       | Dlp.       | Wed.  | Dlp.  | Wed.           | Dlp.           | Wed.   | Dlp.   |
| ------- | ------------------ | ---------------- | ---------- | ---------- | ----- | ----- | -------------- | -------------- | ------ | ------ |
| 2014/15 | Servette           | Challenge League | 4          | 0          | 0     | 0     | –              | –              | 4      | 0      |
| 2015/16 | Servette           | Promotion League | 15         | 0          | 1     | 0     | –              | –              | 16     | 0      |
| 2016/17 | FC Basel           | Super League     | 3          | 0          | 2     | 0     | –              | –              | 5      | 0      |
| 2017/18 | FC Basel           | Super League     | 1          | 0          | 1     | 0     | –              | –              | 2      | 0      |
| 2017/18 | → FC Luzern        | Super League     | 11         | 1          | 3     | 0     | –              | –              | 14     | 1      |
| 2018/19 | → FC St. Gallen    | Super League     | 35         | 4          | 3     | 0     | 2              | 0              | 40     | 4      |
| 2019/20 | → FC St. Gallen    | Super League     | 4          | 0          | 1     | 0     | –              | –              | 5      | 0      |
| 2019/20 | Stade de Reims     | Ligue 1          | 14         | 1          | 3     | 1     | –              | –              | 17     | 2      |
| 2020/21 | Stade de Reims     | Ligue 1          | 28         | 1          | 1     | 0     | –              | –              | 29     | 1      |
| 2021/22 | Stade de Reims     | Ligue 1          | 0          | 0          | 0     | 0     | –              | –              | 0      | 0      |
| 2021/22 | → SV Zulte Waregem | Eerste klasse    | 1          | 0          | 0     | 0     | –              | –              | 1      | 0      |
| Totaal  | Totaal             | Totaal           | 116        | 7          | 15    | 1     | 2              | 0              | 133    | 8      |

Bijgewerkt op 1 november 2019.

## Interlandcarrière
Kutesa is een voormalig Zwitsers jeugdinternational.